# Billaea marmorata
Billaea marmorata là một loài ruồi trong họ Tachinidae.